# Sompong Saombankuay
Sompong Saombankuay (* 23. Juli 1982) ist ein ehemaliger thailändischer Leichtathlet, der sich auf den Stabhochsprung spezialisiert hat.

## Karriere
Erste internationale Erfahrungen sammelte Sompong Saombankuay im Jahr 2001, als er bei den Juniorenasienmeisterschaften in Bandar Seri Begawan mit übersprungenen 4,60 m die Goldmedaille gewann. 2003 belegte er bei den Asienmeisterschaften in Manila mit 5,00 m den siebten Platz und 2005 wurde er bei den Asienmeisterschaften in Incheon mit einer Höhe von 5,00 m Sechster. Zudem gewann er bei den Südostasienspielen in Manila mit 4,80 m die Silbermedaille hinter seinem Landsmann Amnat Kunpadit. Im Jahr darauf klassierte er sich bei den Hallenasienmeisterschaften in Pattaya mit 4,75 m auf dem achten Platz und nahm im Dezember an den Asienspielen in Doha teil und gelangte dort mit übersprungenen 5,10 m auf den fünften Platz. 2007 erreichte er bei der Sommer-Universiade in Bangkok mit 4,70 m Rang 14 und anschließend scheiterte er bei den Hallenasienspielen in Macau an der von ihm gewählten Einstiegshöhe, siegte dann aber bei den Südostasienspielen in Nakhon Ratchasima mit 5,10 m. 2009 scheiterte er bei den Hallenasienspielen in Hanoi erneut an der Einstiegshöhe und bei den Südostasienspielen in Vientiane gewann er mit übersprungenen 5,00 m die Silbermedaille hinter seinem Landsmann Kreeta Sintawacheewa. Im Jahr darauf nahm er erneut an den Asienspielen in Guangzhou teil und belegte dort mit 5,00 m den sechsten Platz und 2011 sicherte er sich bei den Südostasienspielen in Palembang mit 5,00 m erneut die Silbermedaille hinter Landsmann Kreeta Sintawacheewa. 2013 gelangte er bei den Asienmeisterschaften in Pune mit 4,70 m auf Platz neun und im Dezember gewann er bei den Südostasienspielen in Naypyidaw mit 5,00 m die Bronzemedaille hinter Kreeta Sintawacheewa und Iskandar Alwi aus Malaysia. 2016 bestritt er in Bangkok seinen letzten offiziellen Wettkampf und beendete daraufhin seine aktive sportliche Karriere im Alter von 33 Jahren. 
In den Jahren 2003 und 2004 wurde Saombankuay thailändischer Meister im Stabhochsprung.

## Persönliche Bestleistungen
- Stabhochsprung: 5,10 m, 10. Dezember 2006 in Doha
  - Stabhochsprung (Halle): 4,75 m, 11. Februar 2006 in Pattaya